# Nanna Leifsdóttir
Nanna Herborg Leifsdóttir (ur. 2 czerwca 1963 w Akureyri) – islandzka alpejka.
Brała udział w zimowych igrzyskach w 1984, na których wystartowała w slalomie i slalomie gigancie. W slalomie gigancie była 38. z czasem 2:34,84, natomiast slalomu nie ukończyła. Była chorążym islandzkiej kadry i najmłodszym reprezentantem Islandii na tych igrzyskach.